# Mittelmeerspiele 1955/Rugby Union
Bei den II. Mittelmeerspielen wurde ein Rugby-Union-Turnier ausgetragen. Es fand vom 18. bis 24. Juli 1955 in der spanischen Stadt Barcelona statt. Austragungsort war das Camp Municipal de Rugby La Foixarda im Stadtbezirk Sants-Montjuïc.
1955 beschloss das Comité international des Jeux méditerranéens, auch die Disziplin Rugby Union in das Wettkampfprogramm aufzunehmen, das somit zusammen mit Radsport, Reiten, Hockey, Rollhockey und Segeln sein Debüt gab. An dem Turnier nahmen Mannschaften aus Frankreich, Italien und Spanien teil. Während die beiden erstgenannten mit ihren jeweiligen Nationalmannschaften antraten, beschloss der französische Verband, die Begegnungen nicht als vollwertige Test Matches anzuerkennen. Stattdessen trat eine schwächer besetzte Auswahl an. Es gab drei Partien, wobei jede Mannschaft je einmal gegen die beiden anderen spielte.

## Tabelle
|    | Land          | Spiele | Siege | Unent. | Ndlg. | Spiel- punkte | Diff. | Punkte |
| -- | ------------- | ------ | ----- | ------ | ----- | ------------- | ----- | ------ |
| 1. | Frankreich XV | 2      | 2     | 0      | 0     | 61:14         | + 47  | 4      |
| 2. | Italien       | 2      | 1     | 0      | 1     | 16:16         | ± 0   | 2      |
| 3. | Spanien       | 2      | 0     | 0      | 2     | 6:53          | − 47  | 0      |

## Ergebnisse
| 18. Juli 1955 | Spanien | 0 : 8   | Italien                                       | Camp Municipal de Rugby La Foixarda, Barcelona Schiedsrichter: Ange Siccardi (Frankreich) |
| 18. Juli 1955 |         | Bericht | Versuche: Luise Percudani Erhöhungen: Barbini | Camp Municipal de Rugby La Foixarda, Barcelona Schiedsrichter: Ange Siccardi (Frankreich) |

| 21. Juni 1955 | Frankreich A                                                    | 16 : 8        | Italien                                                      | Camp Municipal de Rugby La Foixarda, Barcelona Schiedsrichter: Ricardo Madrid (Spanien) |
| 21. Juni 1955 | Versuche: Escommier Lepatey Torreilles (2) Erhöhungen: Prat (2) | (3:0) Bericht | Versuche: Percudani Erhöhungen: Perrini Straftritte: Perrini | Camp Municipal de Rugby La Foixarda, Barcelona Schiedsrichter: Ricardo Madrid (Spanien) |

| 24. Juli 1955 | Spanien | 6 : 45 | Frankreich XV | Camp Municipal de Rugby La Foixarda, Barcelona Schiedsrichter: Lena (Italien) |
| 24. Juli 1955 |         |        |               | Camp Municipal de Rugby La Foixarda, Barcelona Schiedsrichter: Lena (Italien) |